# Tarsonemidae

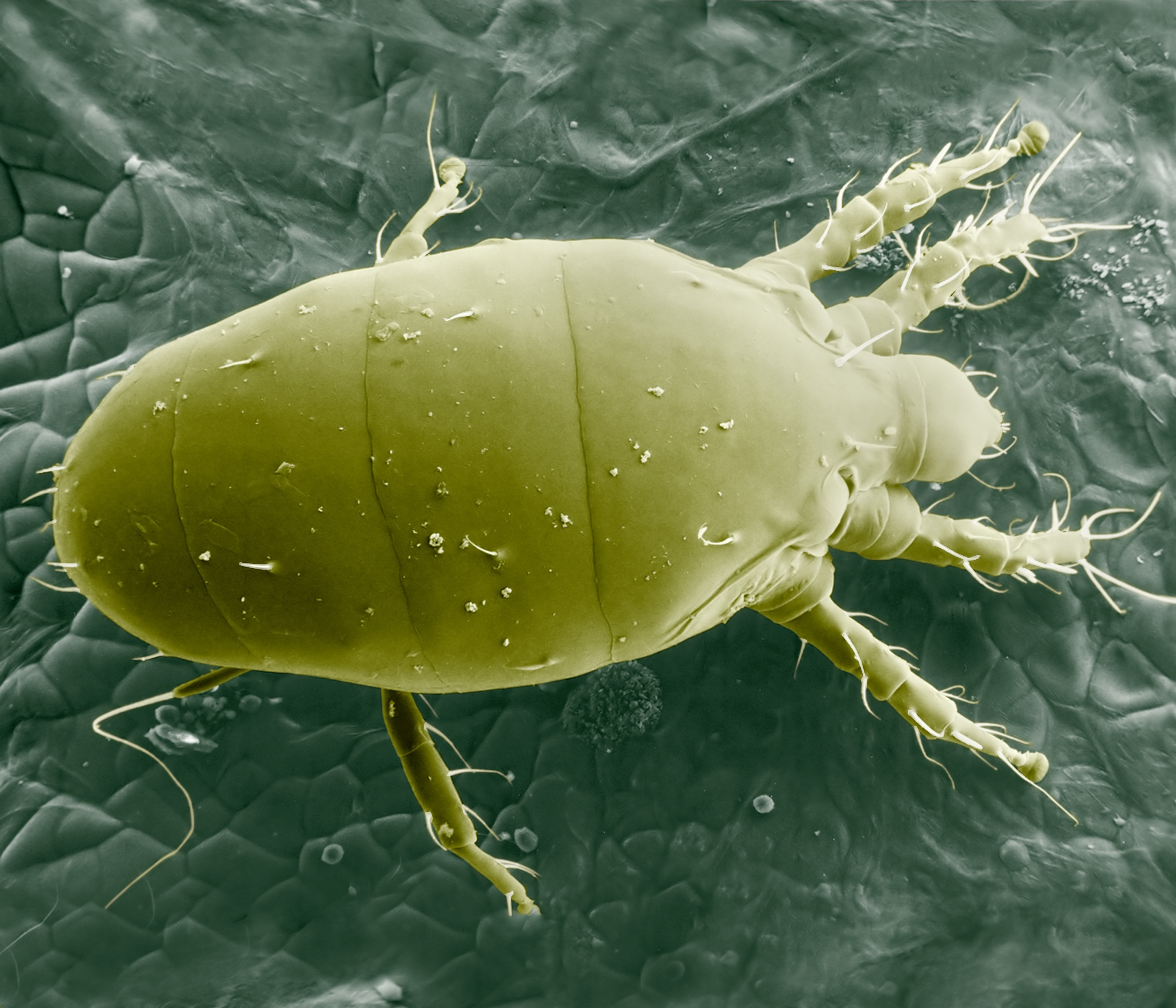
Polyphagotarsonemus latus

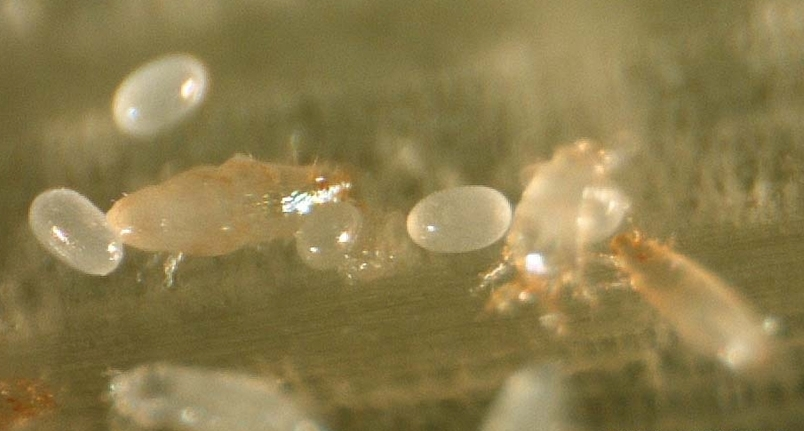
Steneotarsonemus spinki in einer Reispflanze

Tarsonemidae, deutsch auch als Fadenfußmilben bezeichnet, sind eine Familie der Milben. Viele ihrer Arten gelten als Pflanzenschädlinge.

## Merkmale
Die Arten der Familie sind klein und erreichen im Adultstadium eine Länge von 0,1 bis 0,3 Millimetern. Ihr Integument ist relativ hart und erscheint weiß glänzend. Der Körperbau ist oval.
Das vierte (hintere) Beinpaar ist dreigliedrig, bei den Männchen meist stärker ausgeprägt als die übrigen Beinpaare, bei den Weibchen jedoch wesentlich dünner als diese. Die Weibchen haben keine Tarsalklauen am vierten Beinpaar, sondern je eine lange, peitschenförmige Borste.

## Lebensweise
Nur wenige Gattungen der Tarsonemidae wie Steneotarsonemus, Polyphagotarsonemus, Phytonemus, Floridotarsonemus und Tarsonemus befallen höhere Pflanzen. Die meisten anderen Gattungen scheiden daher als Verursacher von Schäden an den von Menschen kultivierten Nutzpflanzen aus. Ihre Mundwerkzeuge sind zu schwach, um sich durch die äußeren Schichten der Pflanzenorgane zu bohren. Sie ernähren sich von den dünnwandigen Myzelien von   Pilzen oder von Algen. Acarapis woodi parasitiert dagegen Honigbienen (Aracipiose).

## Systematik
Im Jahr 2002 verzeichneten Lin und Zhang 529 beschriebene Arten der Tarsonemidae in 40 Gattungen. In den vergangenen Jahren sind zahlreiche Gattungen und Arten neu entdeckt und beschrieben worden.
Gattungen (nach Lin und Zhang):
- Acarapis Hirst
- Acaronemus Lindquist & Smiley
- Alkithoenemus Ochoa & OConnor
- Amcortarsonemus Fain
- Asiocortarsonemus Fain
- Ceratotarsonemus De Leon
- Coreitarsonemus Fain
- Crossacarapis Ochoa & OConnor
- Daidalotarsonemus De Leon
- Deleonia Lindquist
- Dendroptus Kramer
- Eotarsonemus De Leon
- Excelsotarsonemus Ochoa & Naskrecki
- Ficotarsonemus Ho
- Flechtmannus Moraes, Lindquist & Lofego
- Floridotarsonemus Attiah
- Fungitarsonemus Cromroy
- Hemitarsonemus Ewing
- Heterotarsonemus Smiley
- Iponemus Lindquist
- Nasutitarsonemus Nucifora
- Neodendroptus Ochoa
- Neotarsonemoides Kaliszewski
- Ogmotarsonemus Lindquist
- Ototarsonemus Sharonov & Mitrofanov
- Paratarsonemella Ochoa
- Phytonemus Lindquist
- Polyphagotarsonemus Beer & Nucifora
- Pseudacarapis Lindquist
- Pseudotarsonemoides Vitzthum
- Pseudotarsonemus Lindquist
- Rhynchotarsonemus Beer
- Steneotarsonemus Beer
- Suctarsonemus Mahunka
- Suskia Lindquist
- Tarsanonychus Lindquist
- Tarsonemella Hirst
- Tarsonemus Canestrini & Fanzago
- Ununguitarsonemus Nuccifora
- Xenotarsonemus Beer